# Emil Angelov

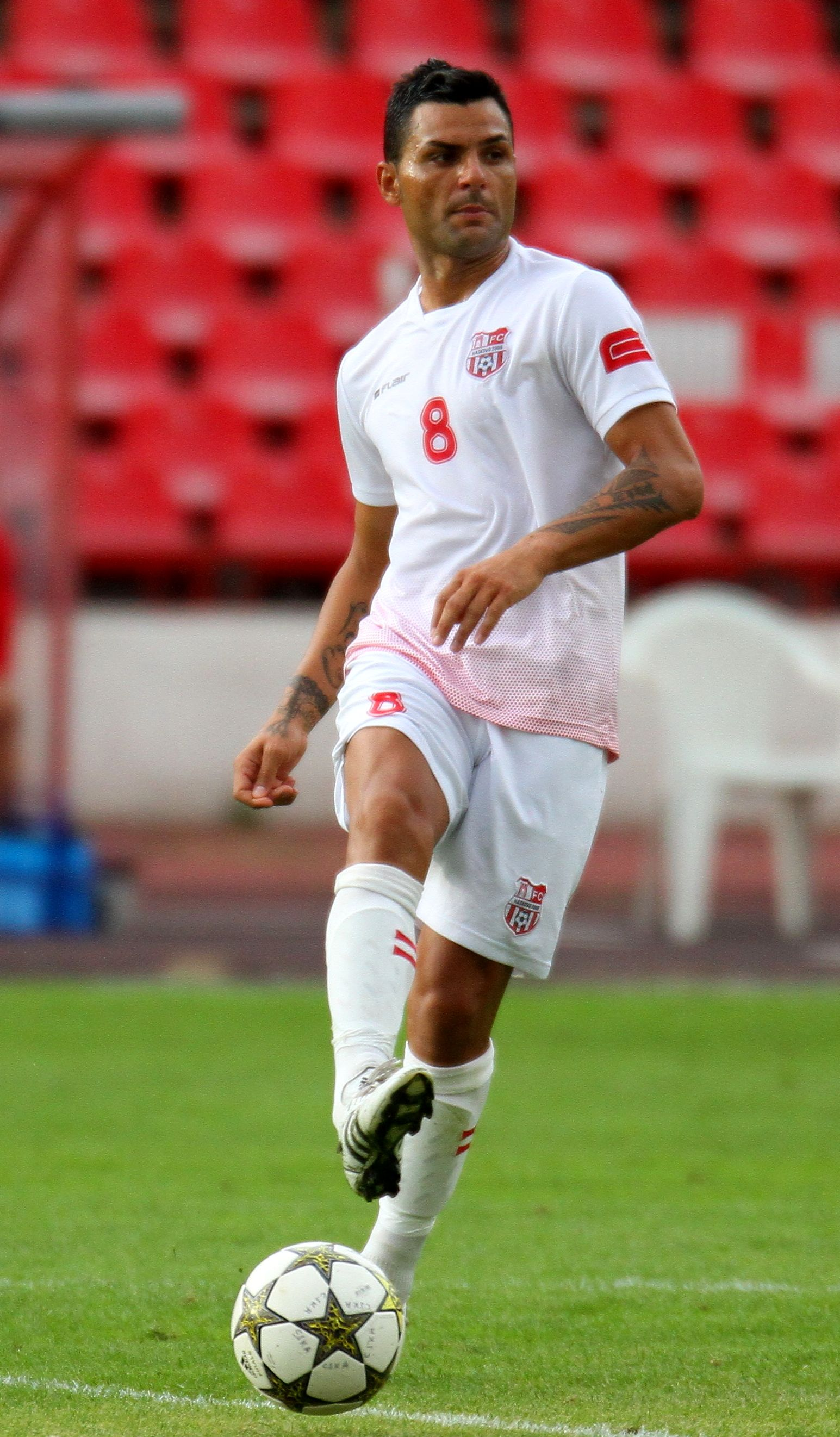
Emil Angelov

Emil Rozenov Angelov (Bulgaars: Емил Розенов Ангелов) (Svilengrad, 17 juli 1980) is een Bulgaars voormalig voetballer die doorgaans als aanvaller speelde. Hij werd in 2006 Bulgaars landskampioen met Levski Sofia en won daarmee in 2007 de Bulgaarse beker.
Angelov speelde twee wedstrijden voor het Bulgaars voetbalelftal.

## Carrière
- 1992-1998: FC Svilengrad (jeugd)
- 1999-2001: FC Svilengrad
- 2001-2003: Tsjernomorets Boergas Sofia
- 2003-2007: Levski Sofia
- 2007-2008: Litex Lovetsj
- 2009-2010: Denizlispor
- 2010-2011: Karabükspor
- 2011 : Anorthosis Famagusta
- 2011-2012: Beroe Stara Zagora
- 2012: Konyaspor
- 2013: Beroe Stara Zagora
- 2013-2014: PFC Haskovo